# Macroclinium montis-narae
Macroclinium montis-narae là một loài thực vật có hoa trong họ Lan. Loài này được Pupulin mô tả khoa học đầu tiên năm 2001.